# Pseudosphex hyalozona
Pseudosphex hyalozona là một loài bướm đêm thuộc phân họ Arctiinae, họ Erebidae.